# No Hard Feelings - Le monde est à nous
Ne doit pas être confondu avec Le Challenge (film, 2023).
Pour plus de détails, voir Fiche technique et Distribution.
No Hard Feelings - Le monde est à nous (Futur Drei) est un film allemand  réalisé par Faraz Shariat, sorti en 2020 au cinéma.

## Synopsis
Parvis, un jeune Allemand, vit chez ses parents, Iraniens en exil, à Hildesheim. Il est ouvertement gay.
Pris en train de faire du vol à l'étalage, il est condamné à des heures de travail d'intérêt général, qu'il accomplit comme traducteur pour une association qui aide les sans papiers. Il y fait la connaissance de deux Iraniens, Amon et sa sœur Banafshe. Amon s'éprend de Parvis.

## Fiche technique
- Réalisation : Faraz Shariat
- Scénario : Faraz Shariat, Paulina Lorenz
- Production : Paulina Lorenz, Faraz Shariat, Jost Hering
- Musique : Jakob Hüffell, Saye Skye, Jan Gunther
- Photographie : Simon Vu
- Montage : Friederike Hohmuth

## Distribution
- Benny Radjaipour : Parvis
- Eidin Jalali : Amon
- Banafshe Hourmazdi : Banafshe Arezu
- Mashid Shariat : la mère de Parvis
- Nasser Shariat : le père de Parvis
- Maryam Zaree : Mina
- Abak Safaei-Rad : Maretta
- Jürgen Vogel : Jan
- Knut Berger : Robert
- Paul Lux : Julian
- Niels Bormann : Stefan
- Hadi Khanjanpour : Ahmed
- Katarina Gaub : la médecin
- Sevil Mokhtare : Madame Mahrvan

## Récompenses
- Teddy Award 2020 du meilleur film queer[2]
- Festival international du film de Guadalajara 2020 : prix du jury dans la section Premio Maguey[3]
- Festival international du film de Kiev Molodist 2020 : diplôme spécial du jury dans la section Funny Bunny[4]
- Outfest 2020 : grand prix du jury du meilleur scénario pour le récit international[5]

## Accueil critique
Le site Queer.de loue la recherche narrative autour de l'autobiographie du réalisateur ainsi que la recherche formelle, concluant qu'il s'agit du « film queer de l'année ».
Pour le site Epd Film, « le film respire la vie à chaque instant. Tout sonne juste, qu'il s'agisse des dialogues, des scènes de fête ou des scènes sexuelles ».
Der Tagesspiegel estime que le film « trouve une poésie des images et des mots pour traiter une question au premier abord convenue ».
Die Zeit salue « une autofiction queer » qui ne cherche pas à demander de la pitié pour les réfugiés et qui donne « un résultat impressionnant […], un chef-d'œuvre d'art et d'essai ».